# Nguyễn Siêu

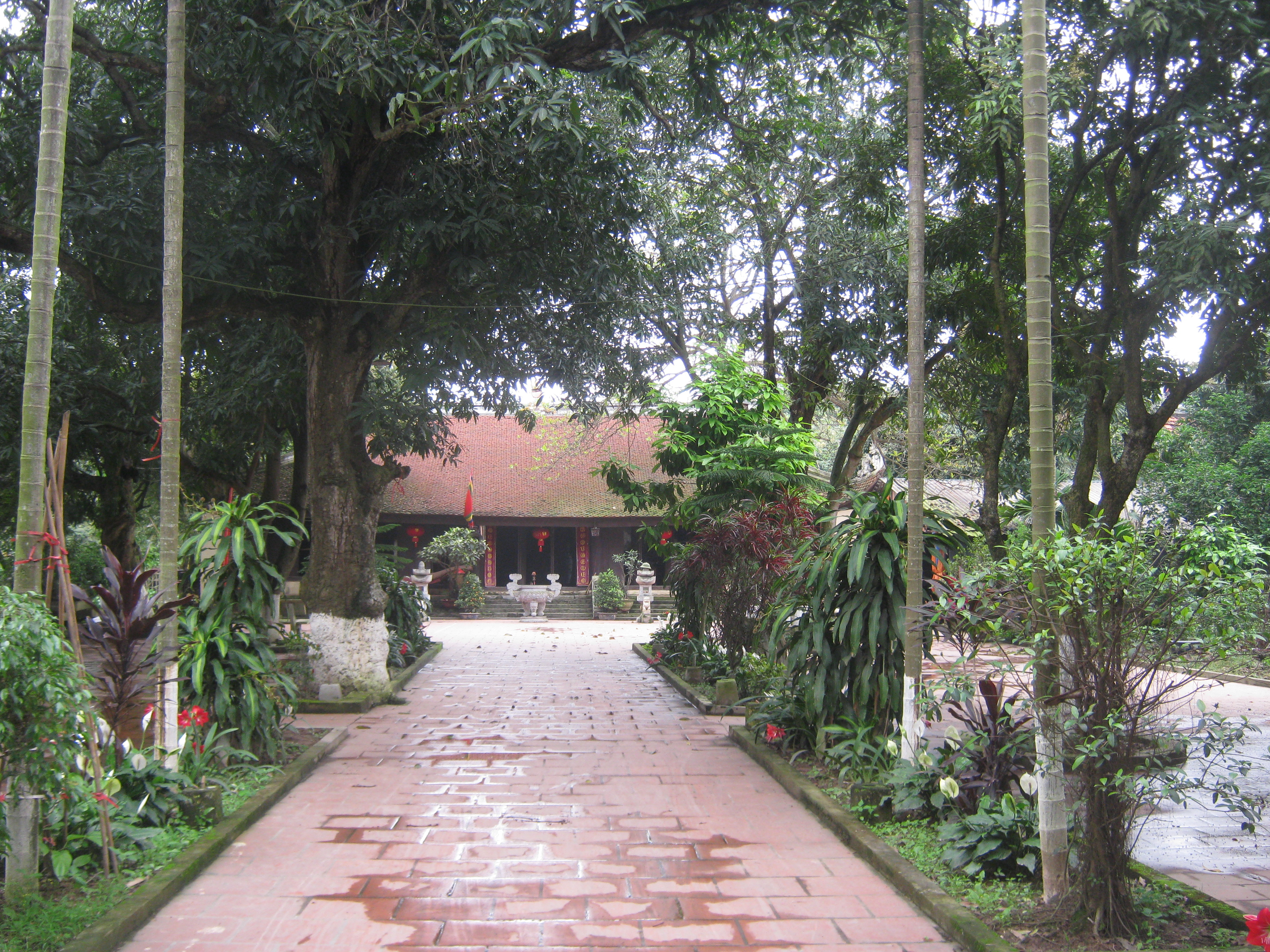
Đình Đông Phù, Thanh Trì là nơi thờ sứ quân Nguyễn Siêu

Nguyễn Siêu (chữ Hán: 阮超; 924 - 967) hiệu Nguyễn Hữu Công (阮右公) là một sứ quân nổi dậy thời loạn 12 sứ quân trong lịch sử Việt Nam thế kỷ 10. Ông vốn là người gốc Trung Hoa, cát cứ ở Tây Phù Liệt (Hà Nội, Việt Nam) để xây dựng lực lượng và trở thành một sứ quân mạnh. Tháng 8 năm 967, Đinh Bộ Lĩnh thống lĩnh quân binh, cử Nguyễn Bặc làm Tiên phong đánh dẹp thế lực cát cứ của ông, tiến thêm một bước trong quá trình thống nhất, lập ra nhà nước Đại Cồ Việt trong lịch sử.

## Được lập đền thờ

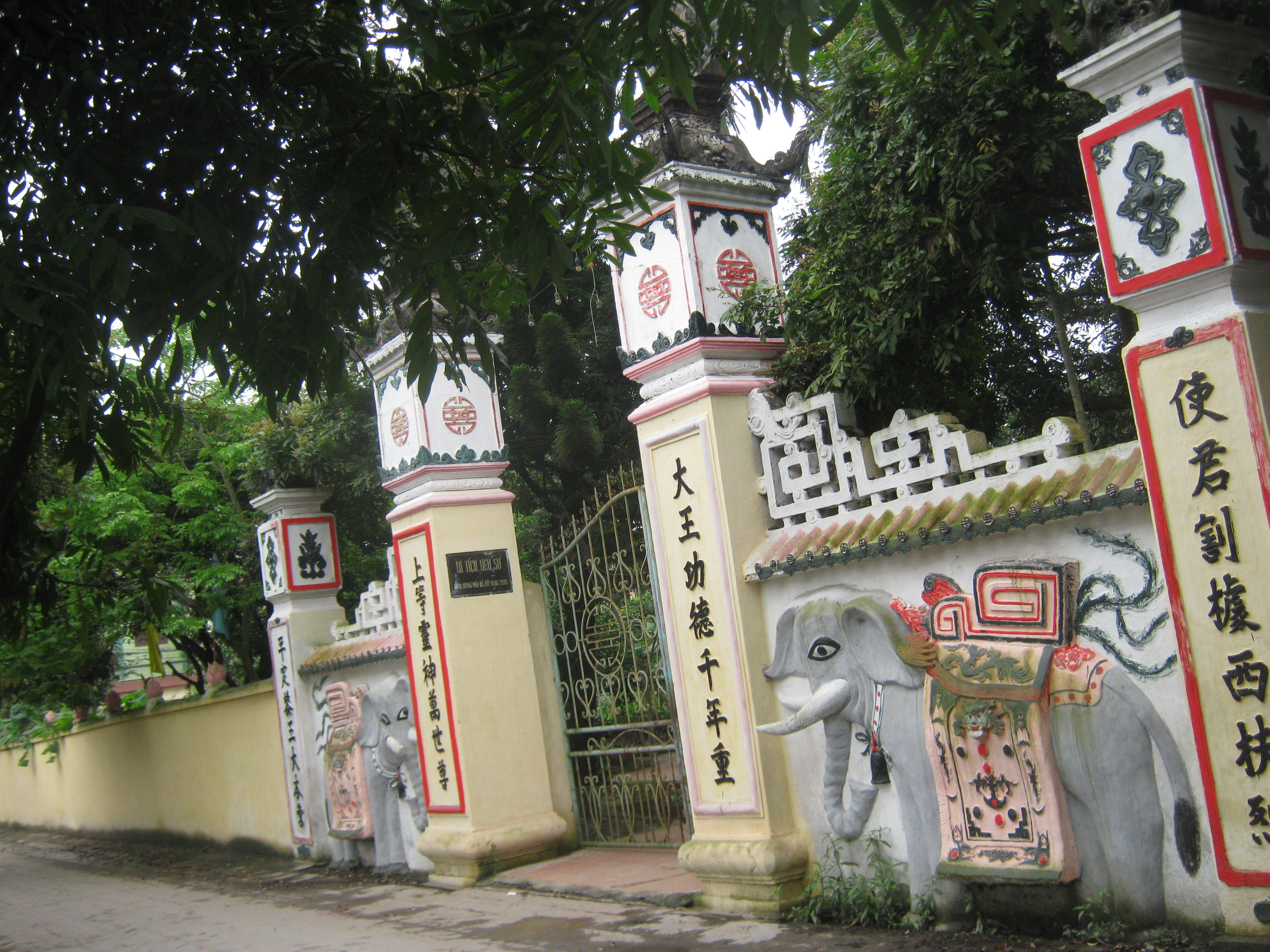
Cổng đình làng Đông Phù, xã Đông Mỹ